# Dejan Nastić
Dejan Nastić (Bjelovar, 1926. — Beograd, 2008.) bio je srpski sveučilišni profesor, arhitekt, karikaturist i crtač stripa.
Rođen je u Bjelovaru 1926. godine. Kao ratni izbjeglica završio je Desetu mušku gimnaziju u Beogradu tijekom Drugoga svjetskoga rata, a Arhitektonski fakultet u Beogradu, gdje je postao asistent, a kasnije i redovni profesor.
Prve karikature objavljivao je u časopisu „Narodni student“, a njegov najveći crtački uspjeh je strip „TV-Radojica“, koji je redovno izlazio u Politikinoj Radio-Tv reviji od 1965. pa na dalje.
Nastićevo prvo značajno arhitektonsko djelo bio je motel u Lipovičkoj šumi nadomak Beograda (1969.). Zatim, projektira hotel na Divčibarama (1973.), a 1978. izvodi i svoje najznačajnije i najupečatljivije djelo - zgradu Prometnog fakulteta u Beogradu.
Preminuo je krajem 2008. godine u Beogradu.